# К'ак'-Їпях-Чан-К'авііль
К'ак'-Їпях-Чан-К'авііль (д/н — 763) — ахав Шукуупа у 749—763 роках. Ім'я перекладається як «К'авііль, що Примножує Вогонь у Небі».

## Життєпис
Син ахава К'ак'-Хоплах-Чан-К'авііля. Дата народження невідома. Успадкував трон після смерті батька у 749 році. Церемонія інтронізації відбулася в день 9.15.17.13.10, 11 Ок 13 Поп (18 лютого 749 року).
Із самого початку взяв курс на відновлення самостійності держави, а також політичної та економічної потуги свого царства. Незважаючи на те, що не зумів гідно відсвяткувати закінчення к'атуна в день 9.16.0.0.0, 2 Ахав 13 Сек (9 травня 751 року), поступово К'ак'-Їпях-Чан-К'авііль відновленню державних інституцій.
Найважливішим проектом К'ак'-Їпях-Чан-К'авііля було будівництво останньої версії «Храму 26». У декорі храму всіляко підкреслювали зв'язок шукуупської династії з Теотіуаканом: його фасад було прикрашено мозаїчними масками мексиканського божества Тлалока, а у внутрішньому святилищі зберігся надзвичайна напис. Вона виконана повнофігурними ієрогліфами і являє собою один з найкращих зразків писарського мистецтва мая.

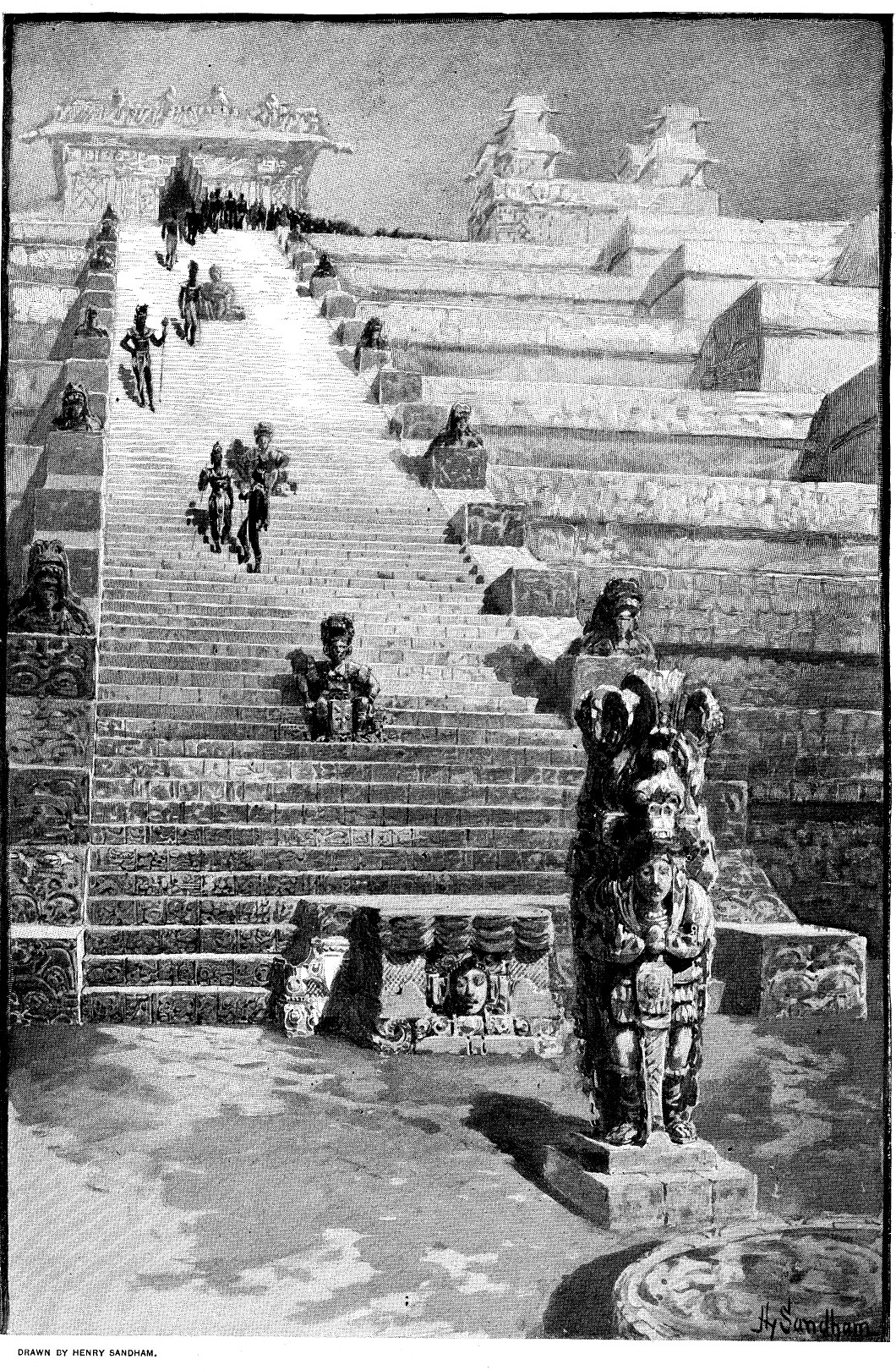
Ієрогліфічні сходи. Реконструкція

Створені при Вашаклахуун-Уб'аах-К'авіілі Ієрогліфічні сходи була перенесені з «Есмеральди» в новий проліт і повторно присвячені дню 9.16.4.1.0, 6 Ахав 13 Сек (8 травня 755 року). Напис на ній збільшили вдвічі, продовживши виклад історії Шукуупа з того місця, на якому завершувався початковий текст. У такому остаточному вигляді Ієрогліфічні сходи з Копана складалися з 72 ступенів, мали близько 21 м заввишки і 8 метрів завширшки. Загальна кількість ієрогліфів в написі становила за К'ак'-Їпях-Чан-К'авііля 2200, що є найбільш відомим ієрогліфічним текстом мая. Цей створений в два етапи монумент служив найкращою демонстрацією спадкоємності влади і відродження царства.
З нагоди закінчення п'ятиріччя 9.16.5.0.0, 8 Ахав 8 Соц' (12 квітня 756 року) К'ак'-Їпях-Чан-К'авііль встановив біля підніжжя ієрогліфічних сходів стелу М зі своїм власним портретом. В той же день відбулося висвячення останньої частини Храму 26.
З нагоди закінчення 10-річчя в день 9.16.10.0.0, 1 Ахав 3 Сіп (17 березня 761 року) К'ак'-Їпях-Чан-К'авііль встановив перед розташованим по сусідству з «Храмом 26» «Храмом 11» елегантну стелу N. Помер він у 763 році. Вважається, що К'ак'-Їпях-Чан-К'авііля поховано у гробниці під Храмом 11. Владу успадкував Яш-Пасах-Чан-Йо'паат.